# Filip Wielkiewicz
Filip Wielkiewicz (ur. 11 listopada 1994) – polski hokeista, reprezentant Polski.

## Kariera
- MMKS Podhale Nowy Targ II (2010-2011)
- MMKS Podhale Nowy Targ (2011-2015)
  -  PPWSZ Podhale Nowy (2014/2015)
- Podhale Nowy Targ (2015-2016, 2017-2019, 2021-2022, 2022-)
  -  GKS Katowice (2022)

Wychowanek i zawodnik MMKS Podhale Nowy Targ. W wyniku kontroli 18 marca 2016 w jego organizmie została wykryta substancja THC. Został zdyskwalifikowany na okres dwóch lat, a po złożeniu odwołania kara została złagodzona do okresu sześciu miesięcy zawieszenia. Powrócił do składu Podhala na początku stycznia 2016. Po sezonie PHL 2016/2017 przedłużył umowę z nowotarskim klubem. W 2019 został ponownie zdyskwalifikowany przez Wydział Dyscypliny PZHL, po tym jak wyniki testu wykryły obecność THC w jego organizmie, zaś wymiar 10 miesięcy nałożonej kary upłynął 8 września 2020. W maju 2021 podpisał kontrakt z Podhalem. Pod koniec stycznia 2022 jego umowa z Podhalem została rozwiązana, a zawodnik związał się kontraktem do końca sezonu 2021/2022 z GKS Katowice.
W barwach reprezentacji Polski do lat 18 wystąpił na turnieju mistrzostw świata juniorów do lat 18 w 2012 (Dywizja IB). Z reprezentacją Polski do lat 20 wystąpił na turnieju mistrzostw świata juniorów do lat 20 w 2014 (Dywizja IA). W grudniu 2015 zadebiutował w reprezentacji Polski podczas turnieju z cyklu EIHC.

## Sukcesy
Klubowe
- Brązowy medal mistrzostw Polski: 2015, 2016, 2018 z Podhalem Nowy Targ
- Finał Pucharu Polski: 2015 z Podhalem Nowy Targ
- Złoty medal mistrzostw Polski: 2022 z GKS Katowice

Indywidualne
- Mistrzostwa Świata Juniorów w Hokeju na Lodzie 2014/I Dywizja#Grupa A:
  - Szóste miejsce w klasyfikacji strzelców turnieju: 3 gole[12]

Wyróżnienie
- Najlepszy zawodnik-junior w plebiscycie „Hokejowe Orły”: 2014[13]